# Guerra de Independencia de los Estados Unidos
La guerra de la Independencia de los Estados Unidos de América (19 de abril de 1775-3 de septiembre de 1783) fue un conflicto armado que formó parte de la Revolución de las Trece Colonias, en la que las fuerzas independentistas estadounidenses organizadas como el Ejército Continental y comandadas por George Washington derrotaron al Ejército británico del Reino Unido. El conflicto se libró en América del Norte, el Caribe y el océano Atlántico. La guerra terminó con el Tratado de París, que dio como resultado que el Reino Unido finalmente reconociera la independencia de los Estados Unidos.
Después de que el Imperio británico ganara dominio en América del Norte con la victoria sobre los franceses en la Guerra de los Siete Años en 1763, surgieron tensiones y disputas entre Gran Bretaña y las Trece Colonias sobre una variedad de cuestiones, incluidas las leyes del sello y Townshend. Los colonos en Norteamérica se sentían injustamente tratados por el gobierno de Gran Bretaña, pues estos aportaban riquezas e impuestos a la metrópoli pero no tenían los medios para decidir sobre dichos impuestos, por lo que se sentían marginados y no representados. La ocupación militar británica resultante condujo a la Masacre de Boston en 1770. Entre otras tensiones, el Parlamento británico impuso las Leyes Intolerables a mediados de 1774 tras incidentes como el motín del té el año anterior. 
Un intento británico de desarmar a los estadounidenses dio lugar a las Batallas de Lexington y Concord en abril de 1775, que supusieron el inicio de la guerra. En junio, el Segundo Congreso Continental convirtió a las milicias independentistas en el Ejército Continental y nombró a George Washington su comandante en jefe. El Parlamento británico declaró que las colonias estaban en estado de rebelión en agosto de 1775. Los independentistas estadounidenses aprobaron la Resolución de Lee en Filadelfia el 2 de julio de 1776 y la ratificación unánime de la Declaración de Independencia el 4 de julio de 1776, edificando el primer sistema político liberal y democrático, incorporando las nuevas ideas revolucionarias que propugnaban la igualdad y la libertad. Esta sociedad colonial se formó a partir de oleadas de colonos inmigrados y no existían en ella los rasgos característicos del rígido sistema estamental europeo.
Después de un asedio exitoso, las fuerzas de Washington expulsaron al ejército británico de Boston en marzo de 1776, y el comandante en jefe británico William Howe respondió lanzando la campaña de Nueva York y Nueva Jersey. Howe capturó la ciudad de Nueva York en noviembre. Washington respondió cruzando clandestinamente el río Delaware y obteniendo pequeñas pero significativas victorias en Trenton y Princeton. En el verano de 1777, cuando Howe estaba a punto de capturar Filadelfia, el Congreso Continental huyó a Baltimore. En octubre de 1777, una fuerza británica del norte separada bajo el mando de John Burgoyne se vio obligada a rendirse en Saratoga en una victoria estadounidense que resultó crucial para convencer a Francia y España de que unos Estados Unidos independientes eran una posibilidad viable. Francia firmó un acuerdo comercial con los rebeldes, seguido de un Tratado de Alianza en febrero de 1778. En 1779, la Expedición Sullivan emprendió una campaña de tierra quemada contra los iroqueses, que estaban en gran medida aliados con los británicos. Sin embargo, las incursiones indígenas en la frontera estadounidense continuaron siendo un problema. Además, en 1779, España se alió con Francia contra Gran Bretaña en el Tratado de Aranjuez, aunque España no se alió formalmente con los estadounidenses.
Durante esta guerra, Francia ayudó a los revolucionarios estadounidenses con tropas terrestres comandadas por Rochambeau y por el Marqués de La Fayette y por flotas bajo el mando de marinos como Guichen, de Grasse y d'Estaing. España, por su parte, contribuyó inicialmente y de forma clandestina con la revolución, desde la primavera y verano de 1776, gracias a Luis de Unzaga y Amézaga, luego de su cuñado Bernardo de Gálvez y de forma abierta a partir de la batalla de Saratoga, mediante las armas y los suministros proporcionados por los navíos del comerciante Diego de Gardoqui, familiar del gobernador Unzaga, y abriendo un frente en el flanco sur.
El sustituto de Howe, Henry Clinton, pretendía llevar la guerra contra los estadounidenses a las colonias del sur (Virginia, Carolina del Norte, Carolina del Sur y Georgia), donde se había organizado un sistema esclavista. A pesar de cierto éxito inicial, el general británico Charles Cornwallis fue asediado en Yorktown por una fuerza franco-estadounidense en septiembre y octubre de 1781. Cornwallis se vio obligado a rendirse en octubre. La guerra británica contra Francia y España continuó durante otros dos años, pero los combates cesaron en gran medida en América del Norte. En el Tratado de París, ratificado el 3 de septiembre de 1783, Gran Bretaña reconoció la soberanía e independencia de los Estados Unidos, poniendo fin a la Guerra de Independencia de los Estados Unidos. Los Tratados de Versalles resolvieron los conflictos de Gran Bretaña con Francia y España y obligaron a Gran Bretaña a ceder Tobago, Senegal y pequeños territorios en la India a Francia; y Menorca, Florida Occidental y Florida Oriental a España.

## Contexto

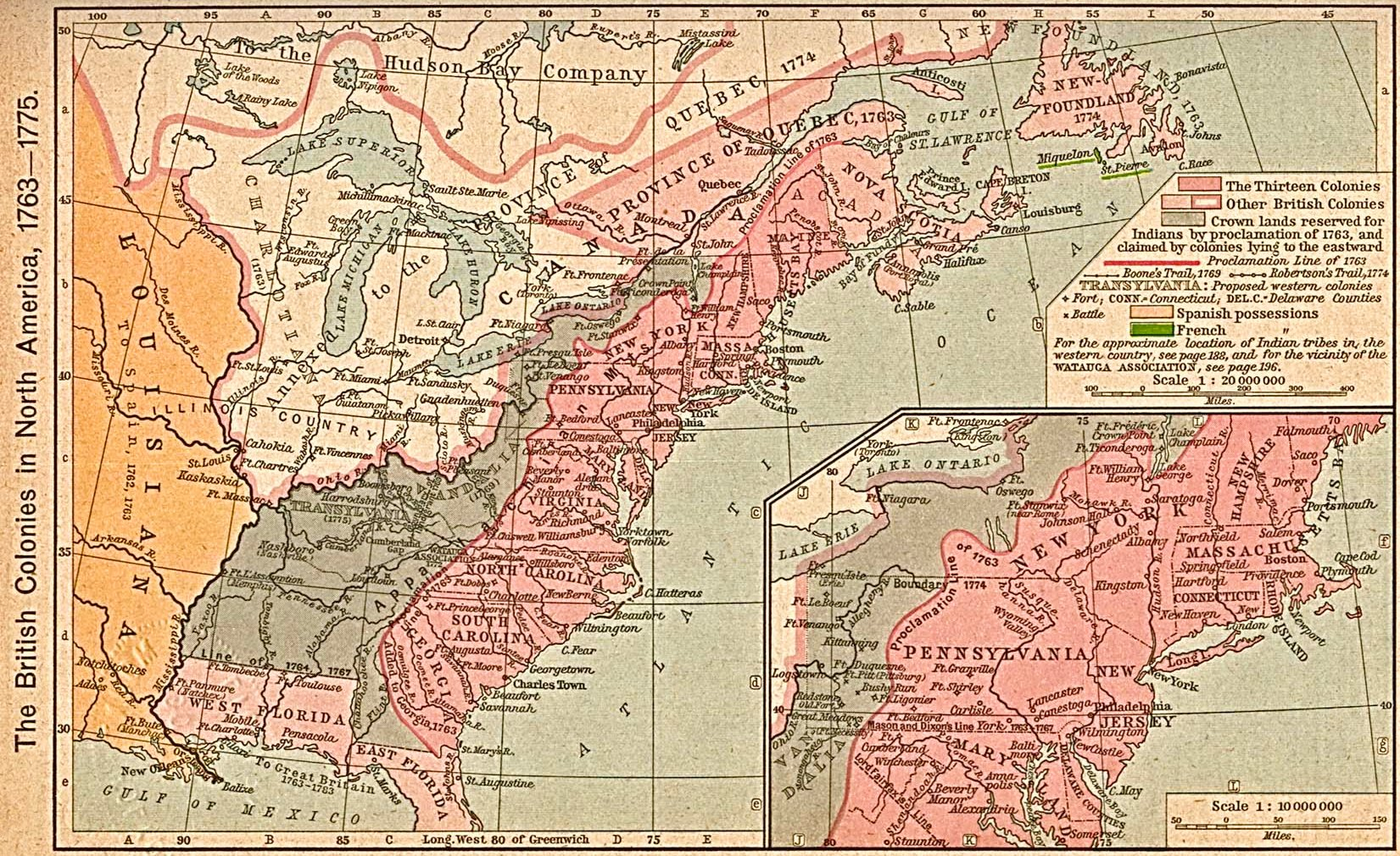
Mapa de las colonias británicas en América del Norte, 1763 a 1775. Publicado por primera vez en: Shepherd, William Robert (1911) "The British Colonies in North America, 1763-1765" en Historical Atlas, Nueva York, Estados Unidos: Henry Holt y Compañía, págs. 194 Recuperado el 27 de octubre de 2010.

Gran Bretaña obtuvo el triunfo parcial sobre Francia en la guerra de los Siete Años (1756-1763) recibiendo gran ayuda económica y militar de las colonias, al igual que estas de la metrópoli, aunque dicha colaboración no les fue recompensada. Aunque la guerra de los siete años acabó con la victoria británica, dejó endeudada a la corona. Ante esto se subieron los impuestos, sobre todo a las trece colonias, y este fue el detonante del inicio de la guerra de la independencia, en las medidas que impuso la Corona británica tras la guerra de los siete años.
El descontento se extendió por las Trece Colonias y se organizó una manifestación en Boston en contra de los impuestos que debían pagar por artículos indispensables como el papel, el vidrio o la pintura. En esta manifestación no hubo ningún altercado y el gobierno británico hizo oídos sordos a las peticiones de los colonos, pero estos no iban a consentir que la situación continuara así, con lo que se reunieron junto con varios miembros de otras poblaciones para urdir una acción más propagandística que la manifestación. En 1773 los colonos se reunieron en Boston. De Gran Bretaña llegaban tres naves cargadas de cajas que contenían té. Varios miembros de la sociedad secreta se disfrazaron de indios y fueron nadando hasta alcanzar los tres barcos. Una vez allí capturaron a sus tripulantes y tiraron la mercancía por la borda. Fue la primera acción contra la represión de impuestos, lo que intranquilizó a los británicos.
En 1774 se reunió por primera vez el Congreso de los colonos en contra de la servidumbre a Londres y a favor de una patria independiente, el Primer Congreso Continental. Ya se discuten unas hipotéticas leyes. Pese al clima de enemistad contra los británicos metropolitanos en las colonias, todavía había algunos colonos que apoyaban al rey Jorge III de Gran Bretaña, siendo llamados Kings Friends (cerca de 500 000 leales, alrededor del 19 % de la población de las trece colonias).

## La guerra de independencia

### Los primeros combates
El 19 de abril del año  1775, soldados británicos salieron de Boston para impedir la rebelión de los colonos mediante la toma de un depósito de armas de estos últimos en la vecina ciudad de Concord. En el poblado de Lexington se enfrentaron a 70 milicianos. Nadie sabe quién abrió fuego y dio comienzo de este modo la guerra de independencia. Los británicos tomaron Lexington y Concord, pero en su regreso hacia Boston fueron hostigados por cientos de voluntarios de Massachusetts, Lexington y Concord. Se producen las primeras bajas de la contienda, ocho soldados colonos. Para junio, 10 000 soldados coloniales sitiaron Boston.
En mayo de 1775, un Segundo Congreso Continental se reunió en Filadelfia y empezó a asumir las funciones de gobierno nacional. Nombró catorce generales, autorizó la invasión de Canadá y organizó un ejército de campaña bajo el mando de George Washington, un hacendado virginiano y veterano de la guerra franco-india. Consciente de que las colonias sureñas desconfiaban del fanatismo de Massachusetts, John Adams presionó para que se eligiera a este coronel de la milicia virginiana, que tenía cuarenta y tres años, como comandante en jefe. Fue una elección inspirada. Washington, que asistía al Congreso de uniforme, tenía el aspecto adecuado: era alto y sereno, con un digno aire militar que inspiraba confianza. Como dijo un congresista: «No era un tipo que actuara alocadamente, que despotricara y jurara, sino un hombre sobrio, firme y calmado».
Se empezaron a reclutar soldados de entre todas las partes de las colonias. Muchos de ellos eran agricultores o cazadores, bravucones y poco entrenados en el combate. En las primeras luchas contra los británicos, George Washington llegó a decir: «hemos reclutado un ejército de generales, no obedecen a nadie».
Al principio, la guerra fue desfavorable para los colonos. En junio de 1775 ambos ejércitos se encontraron en Bunker Hill, frente a Boston. Los rebeldes se habían atrincherado en la colina y, pese a que los británicos asaltaron las posiciones continentales con violencia, los colonos consiguieron aguantar el ataque durante bastante tiempo; cuando los últimos asaltantes logran llegar a la cima, las bajas británicas son de 800 soldados. Es una victoria pírrica para los británicos. Los insurgentes, además, hicieron circular su versión de los hechos, que no era otra sino que se habían retirado simplemente por la falta de munición y no por el empuje de los casacas rojas. Después de dejar la colina Bunker Hill, los colonos se centraron en fortificar la otra colina, Dorchester Heights, lo que consiguieron gracias a los cañones que capturaron en el fuerte Ticonderoga, y que trajo en una compleja operación desde allí el joven coronel Henry Knox (esta operación de transporte se conoce como «noble tren de artillería»). El general británico William Howe, al ver esta fortificación, decidió rendirse y evacuar la ciudad de Boston el 17 de marzo de 1776 (día de la evacuación). Desde 1770 el gobernador de Luisiana, Luis de Unzaga y Amézaga tenía conocimiento de los sucesos en Boston y las restantes colonias británicas, desde finales de 1775 y en especial en la primavera y verano de 1776 Luis de Unzaga y Amézaga ayudó a los colonos norteamericanos con mercancías, atendiendo peticiones como las provenientes de Patrick Henry o el general Charles Lee, Unzaga facilitó desde Nueva Orleans toneladas de pólvora, harina, medicamentos, apoyo económico, apoyo militar y apoyo de armas en varias embarcaciones río arriba, pasando por San Luis y llegando hasta Fort Pitt (Pittsburg) a través del río Ohio; gracias a ello, Washington logró sus primeras victorias.
El 2 de julio de 1776, el Congreso finalmente resolvió que: «estas Colonias Unidas son, y por derecho deben ser, estados libres y soberanos». El 4 de julio de 1776 se reunieron 56 congresistas estadounidenses para aprobar la Declaración de Independencia de los Estados Unidos, que Thomas Jefferson redactó con la ayuda de otros ciudadanos de Virginia. Se imprimió papel moneda y se iniciaron relaciones diplomáticas con potencias extranjeras. En el congreso se encontraban cuatro de las principales figuras de la independencia: George Washington, Thomas Jefferson, Benjamin Franklin y John Adams. De los 56 congresistas, 14 murieron durante la guerra. Benjamin Franklin se convierte en el primer embajador y jefe de los servicios secretos.
La unidad se extendió entonces por las Trece Colonias para luchar contra los británicos. La declaración presentó una defensa pública de la guerra de Independencia, incluida una larga lista de quejas contra el soberano británico Jorge III. Pero sobre todo, explicó la filosofía que sustentaba la independencia, proclamando que todos los hombres nacen iguales y poseen ciertos derechos inalienables, entre ellos la vida, la libertad y la búsqueda de la felicidad; que los gobiernos pueden gobernar solo con el consentimiento de los gobernados; que cualquier gobierno puede ser disuelto cuando deja de proteger los derechos del pueblo. Esta teoría política tuvo su origen en el filósofo inglés John Locke, y ocupa un lugar prominente en la tradición política anglosajona.
Estos hechos convencieron al gobierno británico de que no se enfrentaba simplemente a una revuelta local de Nueva Inglaterra. Pronto se asumió que el Reino Unido estaba envuelto en una guerra, y no en una simple rebelión, por lo que se adoptaron decisiones de política militar dieciochesca convencional, consistente en maniobras y batallas entre ejércitos organizados.
Este cambio de estrategia forzó a los británicos a evacuar Boston en marzo de 1776 y transferir sus principales fuerzas a Nueva York, cuya población se presumía más favorable a la Corona, con un puerto más amplio y una posición central. En consecuencia, en el verano de 1776, sir William Howe, que sustituyó a Gage como comandante en jefe del ejército británico en Norteamérica, llegó al puerto de Nueva York con una fuerza de más de treinta mil hombres. Howe tenía intención de aislar Nueva Inglaterra de los otros rebeldes y derrotar al ejército de Washington en una batalla decisiva. Iba a pasar los dos años siguientes tratando de llevar a cabo este plan.

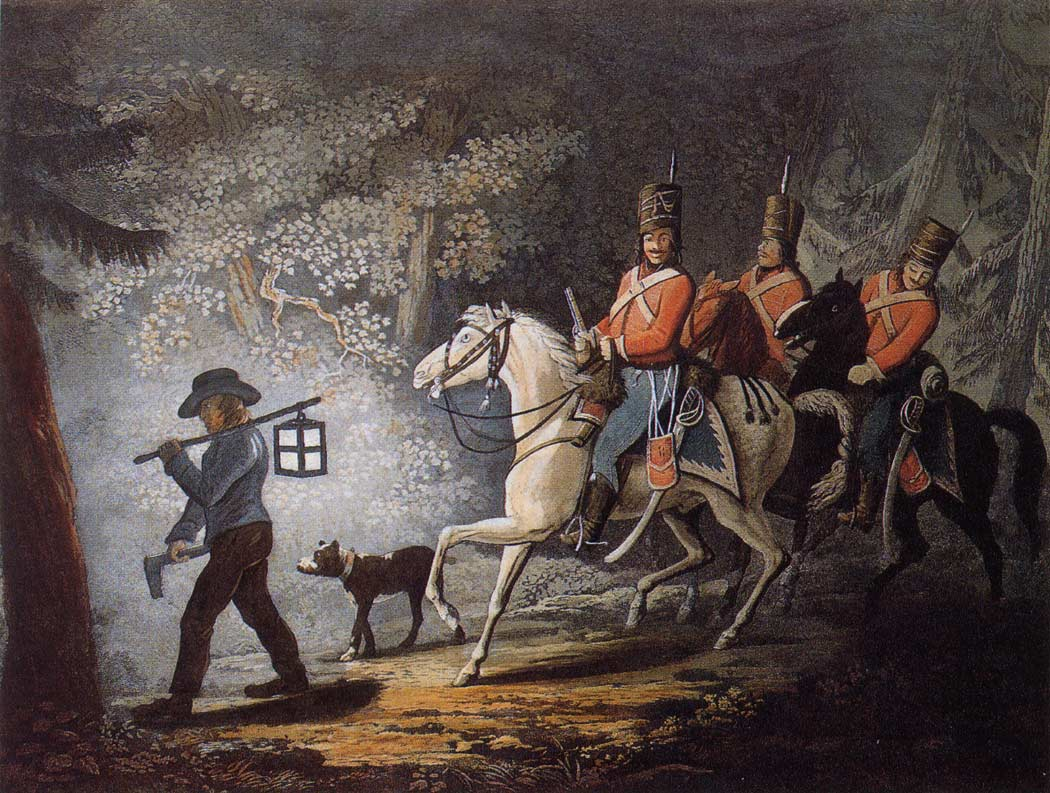
Tropas alemanas que sirvieron con los británicos, llamadas «hessianos» o «Hessians» en inglés (C. Ziegler, tras Conrad Gessner, 1799).

Según todas las apariencias, un enfrentamiento militar parecía muy ventajoso para Gran Bretaña, una de las potencias mundiales más poderosas, con una población de unos once millones, frente a los dos millones y medio de colonos, un quinto de los cuales eran esclavos negros. La armada británica era la mayor del mundo y casi la mitad de sus buques participaron inicialmente en el conflicto con los nacientes Estados Unidos. El ejército era una fuerza profesional bien entrenada; en 1778, llegó a tener cerca de cincuenta mil soldados estacionados solo en Norteamérica, a los cuales se añadieron más de treinta mil mercenarios alemanes durante la contienda.
Para enfrentarse a ese poder militar, los rebeldes tenían que empezar de la nada. El Ejército Continental contaba con menos de cinco mil efectivos permanentes, complementados por unidades de las milicias estatales de diferentes tamaños. En la mayoría de los casos estaban mandados por oficiales inexpertos y no profesionales. George Washington, el comandante en jefe, por ejemplo, solo había sido coronel de regimiento en la frontera virginiana y tenía poca experiencia en combate. No sabía nada de mover grandes masas de soldados y nunca había dirigido un asedio a una posición fortificada. Muchos de sus oficiales habían salido de las capas medias de la sociedad: había posaderos convertidos en capitanes y zapateros en coroneles, como exclamó, asombrado, un oficial francés. Es más, «sucede con frecuencia que los colonos preguntan a los oficiales franceses qué oficio tienen en Francia». No es de extrañar, pues, que la mayoría de los oficiales británicos pensara que el ejército insurgente no era «más que una banda despreciable de vagabundos, desertores y ladrones» incapaces de rivalizar con los casacas rojas de Su Majestad. Un general británico llegó a alardear que con mil granaderos podía «ir de un extremo a otro de Norteamérica y castrar a todos los hombres, en parte por la fuerza y en parte con un poco de persuasión».
Sin embargo, estos contrastes eran engañosos, porque las desventajas británicas eran inmensas desde el principio del conflicto. Gran Bretaña tenía que conducir la guerra desde el otro lado del Atlántico, a cinco mil kilómetros de distancia, con los consiguientes problemas de comunicaciones y logística; incluso alimentar adecuadamente era un problema casi insalvable. Al mismo tiempo, tenía que hacer una guerra absolutamente diferente a la que cualquier país hubiera librado en el siglo XVIII. La propia Norteamérica era inconquistable. La enorme extensión del territorio hacía que las maniobras y operaciones convencionales fueran difíciles y engorrosas. El carácter local y fragmentario de la autoridad en Norteamérica inhibía cualquier acción decisiva por parte de los británicos. No había ningún centro neurálgico con cuya captura se pudiera lograr aplastar la rebelión. Los generales británicos acabaron por decidir que su principal objetivo debía ser enfrentarse al ejército de Washington en una batalla, pero, como dijo el comandante en jefe británico, no sabían como hacerlo, «ya que el enemigo se mueve con mucha más celeridad de la que nosotros somos capaces».
Uno de los principales problemas para los colonos era la baja calidad de sus mosquetes, ya anticuados y que solo podían disparar a pocos metros para obtener precisión. Esto llevó a que se creara un nuevo tipo de arma más eficaz, que fue el fusil modelo Pennsylvania, de gran precisión desde más de 80 metros. Los colonos en estos primeros combates lucharon en forma de guerrillas.

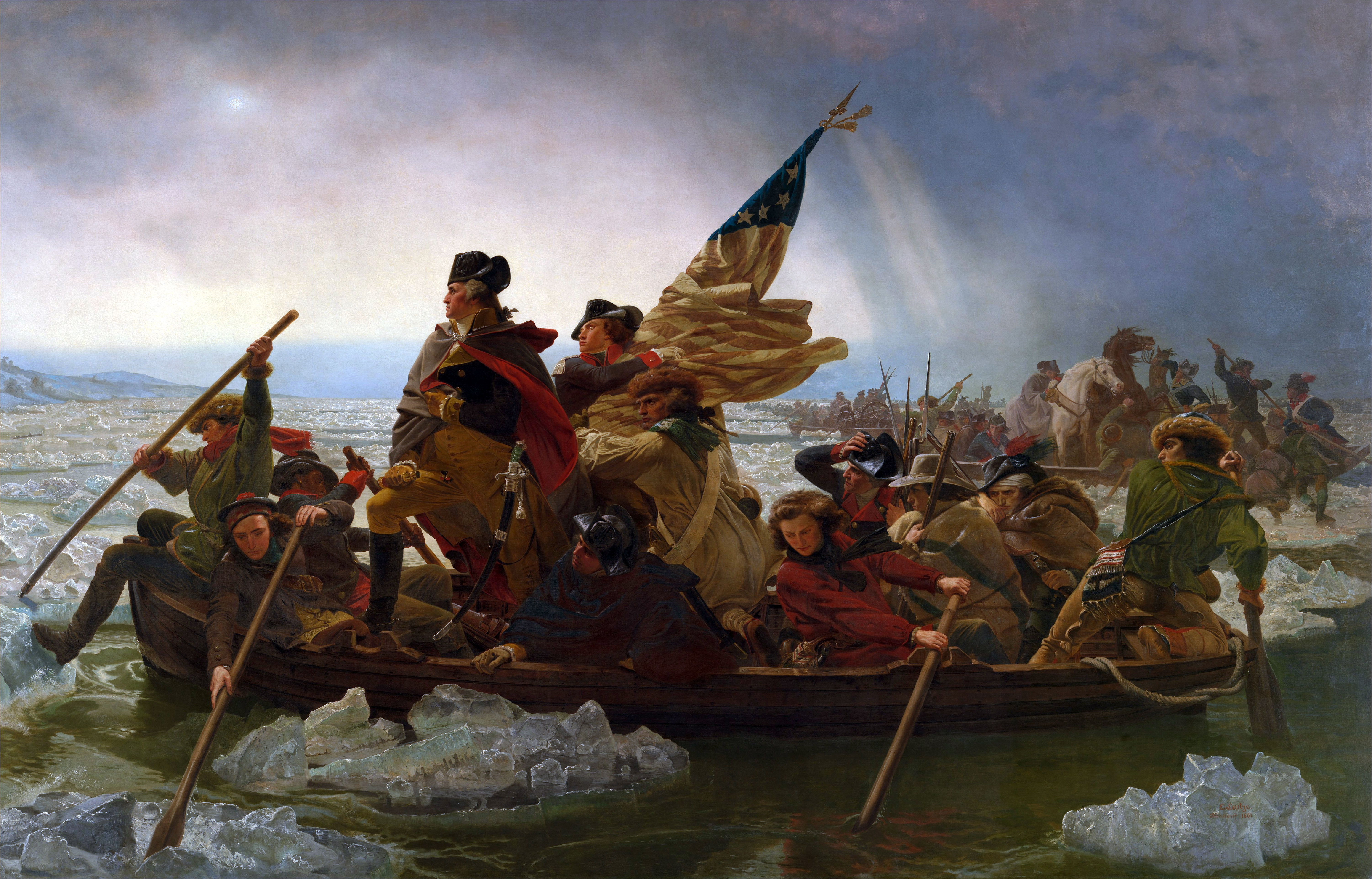
Travesía del río Delaware.

George Washington, por su parte, comprendió desde el principio que, por el lado estadounidense, la guerra tenía que ser defensiva. «En todas las ocasiones debemos evitar una acción general -dijo ante el Congreso en septiembre de 1776- o arriesgar nada, a menos que nos veamos obligados por una necesidad a la cual no deberíamos vernos arrastrados». Aunque nunca actuó como cabecilla guerrillero y se concentró todo el tiempo en crear un ejército profesional, con el cual pretendía batir a los británicos en una batalla abierta, en realidad, sus tropas pasaban buena parte del tiempo librando escaramuzas con el enemigo, acosándolo y privándole de comida y avituallamiento siempre que era posible (guerra de guerrillas). En esas circunstancias, la dependencia de los estadounidenses de unas fuerzas de la milicia no profesionales y la debilidad de su ejército organizado los convertían, como dijo un oficial suizo, en más peligrosos que «si tuvieran un ejército regular». Los británicos no comprendieron nunca a qué se enfrentaban; esto es, a una verdadera revolución que contaba con un apoyo generalizado de la población. Por ello, continuamente subestimaron el aguante de los rebeldes y sobreestimaron la fuerza de los colonos leales a la Corona. Al final, la independencia acabó significando más para los estadounidenses que la reconquista o conservación de las Trece Colonias para los británicos.

### La batalla de Saratoga
Las cosas empezaron a cambiar en octubre de 1777, cuando un ejército británico bajo el mando del general John Burgoyne se rindió en Saratoga, en el norte del estado de Nueva York. Este fue el golpe de gracia y propagandístico que necesitaban los colonos para su independencia. Desde Canadá llegaron indios (dirigidos por Joseph Brant) a favor de los británicos porque los colonos les estaban invadiendo sus tierras cada vez más. La expedición estaba mandada por el general John Burgoyne y pretendía llegar a Albany. Sin embargo, fueron interceptados y tuvieron que presentar batalla en Freeman, cerca del río Hudson. Aquí estaban los colonos al mando de Benedict Arnold, Horatio Gates y Daniel Morgan. Este último comandaba a fusileros vestidos con pieles, muchos de ellos antiguos cazadores.
El general Burgoyne contaba con 600 mercenarios alemanes (los británicos llegaron a utilizar hasta 16 000 en toda la guerra) para tomar la granja. El 9 de septiembre Morgan tiene a sus hombres bien escondidos en un bosque contiguo a la granja y en los trigales de la misma. Una vez se acercan los mercenarios alemanes, los fusileros salen de sus escondites y disparan a los enemigos, produciendo gran sorpresa entre estos y provocando que caigan decenas. Burgoyne entonces manda otros 600 más, que también caen. Los británicos retroceden, pero Burgoyne resiste, aunque sin suministros ni víveres, y consigue poco tiempo después tomar la granja.
Horatio Gates, aunque hombre pesimista, es convencido por Morgan y Arnold para lanzar un ataque a los británicos. Con los cañones incautados a los británicos bombardean la granja y consiguen la rendición de Burgoyne. Entre el cañoneo de los colonos, un general británico, Simon Fraser, ordenó una carga de caballería totalmente desesperada por lo difícil de la situación. Esta carga fue rápidamente neutralizada por los hombres de Morgan, que consiguieron acabar con el general. Este, antes de morir, pidió ser enterrado en el campo de batalla, y para ello varios soldados británicos se reunieron, lo que llegó a confundir a los colonos. Creyendo que los enemigos se estaban reorganizando para otro ataque, empezaron a cañonear la zona en que estaban enterrando a Simon Fraser, y aunque no dieron en el blanco, sí produjeron que los que se esforzaban en la faena fueran salpicados por la arena y el polvo. Al final se le pudo enterrar entre una lluvia de balas de cañón. Este hecho produjo esta frase de un general alemán llamado Riedesel: «¡qué gran entierro para un gran guerrero!»

### La ayuda extranjera y el final de la guerra
Alentados por la victoria de Saratoga, Francia y España, que desde 1775 ayudaban clandestinamente a través del gobernador español Luis de Unzaga y Amézaga casado con la francesa Isabel de Saint Maxent, veían la oportunidad como una ocasión de oro para lograr la revancha del desastroso Tratado de París de 1763, con el que concluyó la guerra de los Siete Años. Así, Francia tras unos meses de cierta vacilación, entró abiertamente en la guerra firmando una alianza en febrero de 1778 con los colonos. Pese a sus escasas provisiones y limitado adiestramiento, las tropas coloniales pelearon bien en general, pero podrían haber perdido la guerra si no hubieran recibido ayuda del erario francés, de la poderosa marina francesa y de las tropas enviadas por Francia.
Por su parte, España, aunque enseguida ayudó a los rebeldes con dinero, armas y municiones, se mostró reacia a la intervención directa, debido al temor de una represalia de los británicos en sus tierras con un conflicto armado; incluso intentó realizar una mediación entre las colonias y los británicos . Los objetivos españoles en América eran expulsar a los británicos tanto del golfo de México como de las orillas del Misisipi y conseguir la desaparición de sus asentamientos en la América Central. La ayuda española, en todo caso, fue abundante y más interesada en favorecer la independencia de las Trece Colonias.
Después de 1778, la lucha se trasladó al sur y el conflicto ya había adquirido un cariz internacional con la entrada de Francia. Un año más tarde la realidad se impuso y España declaró la guerra a Gran Bretaña, pensando incluso en la posibilidad de invadir Gran Bretaña mediante el concurso de una armada franco-española, plan que resultó inviable. Para su entrada abierta en el conflicto, el Gobierno español había firmado el llamado Tratado de Aranjuez, acuerdo secreto con Francia sellado en Aranjuez el 12 de abril de 1779, por el cual España conseguía una serie de concesiones a cambio de unirse a Francia en la guerra. Esta prometió su ayuda en la recuperación de Menorca, la Mobila, Panzacola, la bahía de Honduras y la costa de Campeche y aseguró que no concluiría paz alguna que no supusiera la devolución de Gibraltar a España. Esto provocó que los británicos tuvieran que desviar a Gibraltar tropas destinadas en un principio a las colonias.
Los puertos de Tolón y Brest, en Francia, que estaban bloqueados por los británicos, fueron desbloqueados por la falta de efectivos de la Marina Real británica. Con los puertos atlánticos abiertos, los franceses pudieron llevar tropas a América al mando de La Fayette y de Rochambeau, siendo esta ayuda de gran importancia para los colonos, como se señaló más arriba. Fue decisiva la batalla del cabo de Santa María (1780) en la que una flota combinada hispano-francesa capturó un convoy británico. En total 52 buques, 80 000 mosquetes, 3000 barriles de pólvora, gran cantidad de provisiones y la ingente suma de 1 000 000 de libras esterlinas en lingotes y monedas de oro, destinados a mantener las operaciones militares en las colonias, fueron capturados. Lo que supuso uno de los mayores desastres navales de la historia del Reino Unido y dejando insostenible su situación militar.
Más tarde Países Bajos también se unió a la coalición formada por España y Francia, con ambiciones de ganar posiciones por el dominio de los mares, aunque a diferencia de sus aliados, ellos no aportaron tropas, tan solo provisiones, armas, vestimenta, divisas y algunos buques de guerra.
En 1781, 8 000 soldados británicos al mando del general Charles Cornwallis fueron rodeados en Virginia, el último reducto, por una flota francesa y un ejército combinado franco-estadounidense a las órdenes de George Washington de 16 000 hombres. Tras el sitio de Yorktown, Cornwallis se rindió, y el gobierno británico propuso la paz. En la batalla cayeron 156 británicos, 52 franceses y 20 independentistas, siendo los últimos muertos en combate durante la Guerra de la Independencia.
En los restantes frentes entre 1779 y 1781, España sitió Gibraltar, una vez más infructuosamente, y lanzó varias campañas contra distintos puntos estratégicos del golfo de México en manos británicas, la mayor parte coronadas por el éxito (Pensacola, Florida Occidental británica). Por otro lado, una exitosa expedición a Menorca permitió la recuperación de la isla en febrero de 1782. El Tratado de París o Tratado de Versalles se firmó el 3 de septiembre de 1783 entre Gran Bretaña y los Estados Unidos y puso término a la Guerra de Independencia de los Estados Unidos. El hecho de que Gran Bretaña perdiese todas las posesiones en el continente americano al sur de Canadá y al norte de Florida, hacía imposible un desenlace militar favorable para los británicos.

## Tratado de Paz
- Reconocía la independencia de Estados Unidos de América y otorgó a la nueva nación todo el territorio al norte de Florida, al sur de Canadá y al este del río Misisipi. El paralelo 31° se fijaba como frontera sur. Gran Bretaña renunció, asimismo al valle del Ohio y dio a Estados Unidos plenos poderes sobre la explotación pesquera de Terranova.
- España mantenía los territorios recuperados de Menorca y la Florida oriental y occidental. Por otro lado recuperaba Campeche y las Islas de la Bahía. Se reconocía la soberanía española sobre la colonia de Providencia y la británica sobre Bahamas. Sin embargo, Gran Bretaña conservaba la estratégica posición de Gibraltar (Londres se mostró inflexible, ya que el control del Mediterráneo era impracticable sin la fortaleza de la Roca).
- Francia recuperaba la mayoría de sus islas en las Antillas, además de las plazas del río Senegal en África.
- Holanda recibía Sumatra, estando obligada a entregar Negapatam (en la India) a Gran Bretaña y a reconocer a los británicos el derecho de navegar libremente por el Índico.
- Gran Bretaña mantenía a Canadá bajo su Imperio, a pesar de que los estadounidenses trataron de exportar a tierras canadienses su revolución.
- Finalmente, se acordó el intercambio de prisioneros.
- La independencia provocó el éxodo de cerca de 65-70 000 lealistas (más del 2 % de la población de las 13 colonias) que se refugiaron mayoritariamente en Canadá (unos 46 000), dando a Canadá su marcado carácter lealista y probritánico.

En general los logros alcanzados pueden juzgarse como favorables para España y en menor medida para Francia a pesar del elevado coste bélico y las pérdidas ocasionadas por la casi paralización del comercio con América, un pesado lastre que gravitaría sobre la posterior situación económica francesa. Por otra parte, el triunfo de los rebeldes estadounidenses sobre Gran Bretaña no iba a dejar de influir en un futuro próximo sobre las colonias españolas. Esta influencia vino por distintos caminos: la emulación de lo realizado por comunidades en similares circunstancias, la solidaridad de los antiguos colonos con los que aún lo eran, la ayuda de otras potencias interesadas en la desaparición del imperio colonial español, etc. Estos aspectos se manifestaron de un modo claro durante las Guerras Napoleónicas.

## La nueva constitución
Una vez conquistada la independencia resultó muy complicado poner de acuerdo a todas las antiguas colonias. En 1787, 55 representantes de las antiguas colonias se reunieron en Filadelfia con el fin de redactar una constitución. Se creaba así un único gobierno federal, con un presidente de la república y dos cámaras legislativas (Cámara de Representantes y Senado). Esta constitución estaba inspirada en los principios de igualdad y libertad que defendían los ilustrados franceses y se configuró como la primera carta magna que recogía los principios del liberalismo político estableciendo un régimen republicano y democrático. La independencia y democracia estadounidense causó un notable impacto en la opinión y la política de Europa.